# Torrenegra
Torrenegra és una masia situada al municipi de Pinell de Solsonès, a la comarca catalana del Solsonès.
Està situada a 759 m d'altitud.